# Astragalus limariensis
Astragalus limariensis är en ärtväxtart som beskrevs av O.Muniz. Astragalus limariensis ingår i släktet vedlar, och familjen ärtväxter. Inga underarter finns listade i Catalogue of Life.